# Drasteriodes kaszabi
Drasteriodes kaszabi là một loài bướm đêm trong họ Noctuidae.